# Atirau FK
Az Atirau FK (kazahul: Атырау Футбол Клубы, magyar átírásban: Atirau Futbol Klubi) egy kazah labdarúgócsapat Atirau városából. Jelenleg a kazah labdarúgó-bajnokság élvonalában szerepel.
Legnagyobb sikerét 2009-ben érte el, amikor elhódította a kazah kupát.

## Korábbi nevek
- 1980–2000: Prikaszpijec
- 2000–2001: Ak Zsajik

2001 óta jelenlegi nevén szerepel.

## Története
A klubot 1980-ban Prikaszpijec alapították, és egészen 2000-ig alsóbb osztályú labdarúgó-bajnokságokban szerepelt. Az ezredforduló évének kazah másodosztályú bajnokságában a 4. helyen zárt, és az élvonal drasztikus létszámemelésének köszönhetően az első osztályba jutott.
A kazah élvonalban már Atirau FK néven kezdte meg szereplését, ahol bombaként robbantott: rögtön debütáló évében ezüstérmes pozícióban zárt, így az európaikupa-porondra lépett. A 2002–2003-as UEFA-kupa selejtezőjében a szlovák Matador Púchov ellen lépett pályára, és a pályaválasztóként elért 0–0-s döntetlent Puhóban 2–0-s vereség követett, így lőtt gól nélkül búcsúzott.
Előző idénybeli szereplését a 2003-as szezonban is sikerült megismételnie, újfent a dobogó második fokára állt. A 2003–2004-es UEFA-kupa selejtezőjében ezúttal a neves bolgár csapat ellen, a Levszki Szofija együttesével szállt harcba a továbbjutásért. Pályaválasztóként csúfos, 4–1-es vereséget szenvedett, a visszavágón tartalékoló bolgár együttes 2–0-s sikere már csak az Atirau FK búcsúját biztosította.
A nemzeti bajnokságban gyorsan jött sikerek után a csapat hanyatló formát mutatott, fokozatosan a középmezőny, majd az alsóház csapatai közé sorolódott. A klub csőd közeli állapotba került, és a már-már a visszalépést fontolgató klubvezetés 2009-ben kupagyőztes csapatot üdvözölhetett.

## Sikerei
- Kazak kupagyőztes
  - 1 alkalommal (2009)

## Eredmények

### Európaikupa-szereplés

#### Összesítve
| Kupa        | J | GY | D | V | LG–RG |
| ----------- | - | -- | - | - | ----- |
| UEFA-kupa   | 4 | 0  | 1 | 3 | 1–8   |
| Európa-liga | 2 | 0  | 0 | 2 | 0–5   |
| Összesítve  | 6 | 0  | 1 | 5 | 1–13  |

#### Szezonális bontásban
| Idény     | Kupa        | Forduló         | Klub            | 1. mérk. | 2. mérk. |
| --------- | ----------- | --------------- | --------------- | -------- | -------- |
| 2002–2003 | UEFA-kupa   | Selejtező       | Matador Púchov  | 0–0      | 0–2      |
| 2003–2004 | UEFA-kupa   | Selejtező       | Levszki Szofija | 1–4      | 0–2      |
| 2010–2011 | Európa-liga | 2. selejtezőkör | Győri ETO       | 0–2      | 0–2      |

Megjegyzés: Az eredmények minden esetben az Atirau FK szemszögéből értendőek, a félkövéren jelölt mérkőzéseket pályaválasztóként játszotta.

## Külső hivatkozások
- Hivatalos honlap (oroszul)